# Тордесильяс
Тордеси́льяс (исп. Tordesillas) — исторический город (муниципалитет) на берегу Дуэро в Испании. Входит в провинцию Вальядолид в составе автономного сообщества Кастилия и Леон. Важный железнодорожный узел, где сходятся дороги на Мадрид, Вальядолид и Саламанку.
Муниципалитет, расположенный на высоте 700 метров над уровнем моря, находится в составе района (комарки) Тьерра-дель-Вино. Занимает площадь 141,95 км². Население — 9213 человек (на 2010 год). Расстояние до административного центра провинции — 30 км. 
Известен тем, что здесь на луг выпускают быка, которого горожанам нужно убить. Эта древняя традиция регулярно вызывает травмы участников и протесты борцов за права животных. Окрестности города покрыты виноградниками Руэды (дают белое вино) и Риберы-дель-Дуэро (дают вино красное).

## Топоним
Топоним происходит от латинского названия поселения, которое можно перевести как «башни на холме Сьеллас» (лат. Turris Sillae). 

## История
В доримские времена этот регион входил в зону расселения кельтского племени ваккеев. Позже пришли римляне и вестготы, а в VIII веке эту территорию завоевали мавры. Однако все четыре упомянутые культуры оставили на этой территории мало археологически значимых следов. Ещё в IX веке астурийско-леонские армии отвоевали территории к северу от реки Дуэро (реконкиста). В конце X века мавританский полководец Аль-Мансур временно свёл на нет успехи христиан, но в XI веке королевство Леон вновь расширило свою территорию до границы с Дуэро и начало проводить политику повторного заселения (repoblación). После предыдущих попыток Леон наконец объединился с Королевством Кастилия в 1230 году. Город пережил свой расцвет в период позднего Средневековья и раннего Нового времени.
В 1325 году король Альфонс XI заложил здесь дворец, который впоследствии был перестроен в монастырь Святой Клары, где в начале XVI века была заточена королева Хуана I отцом Фердинандом II и сыном Карлом. В 1520 году взятие войсками Карла V этого города поставило точку в вооружённом мятеже сторонников Хуаны.
Дворец был снесён в 1773 году.
Тордесильясский договор, подписанный 7 июня 1494 года, разделил Новый Свет на испанскую и португальскую части. После событий 1520 года город впал в немилость у королей Испании. Центром старого города является площадь Plaza Mayor с застройкой, характерной для XVII века.

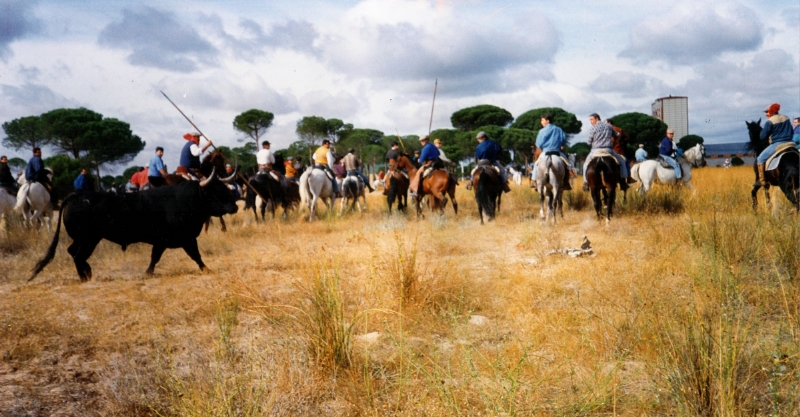
Охота на быка (1993)
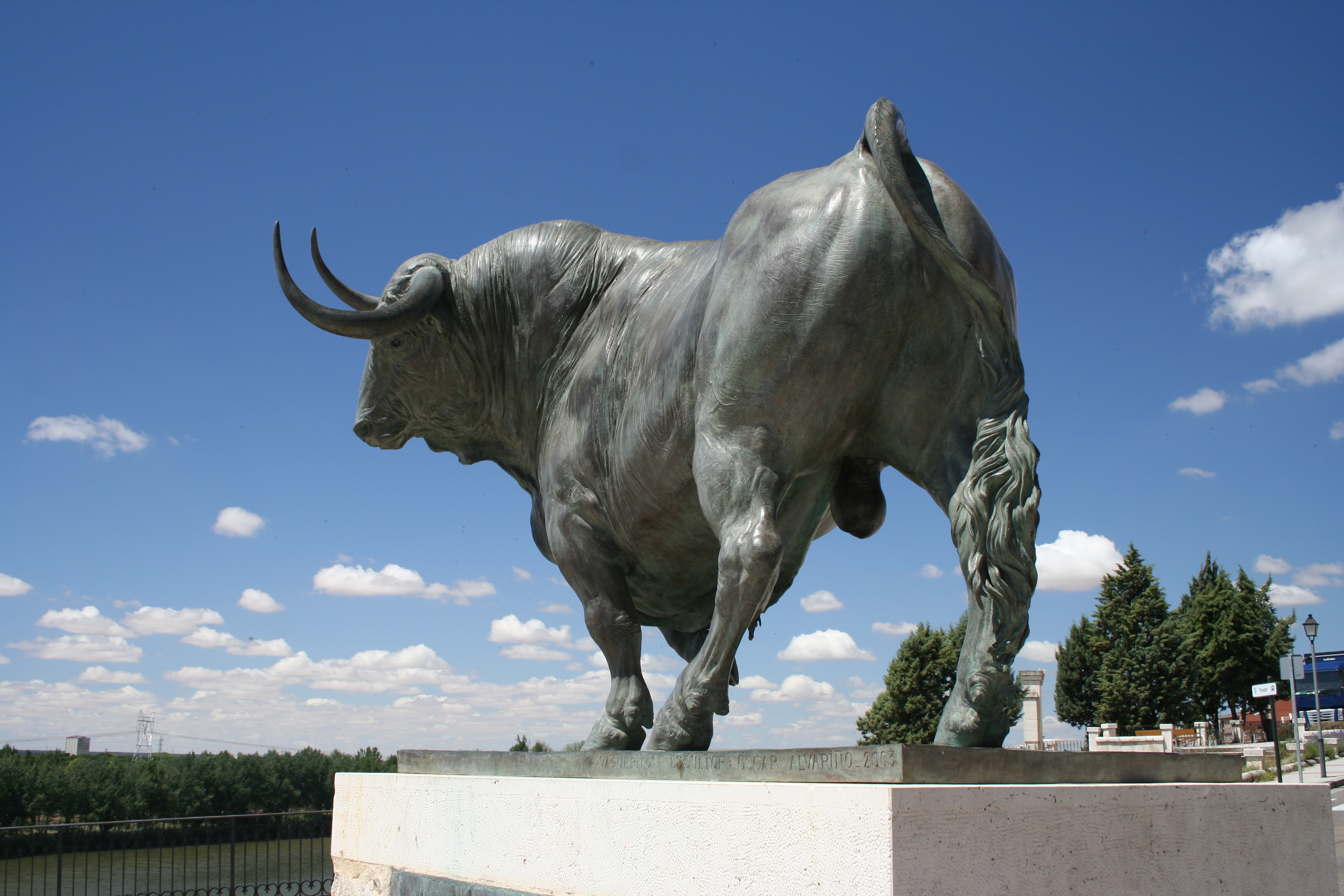
Памятник в честь фестиваля «Бык на лугу»
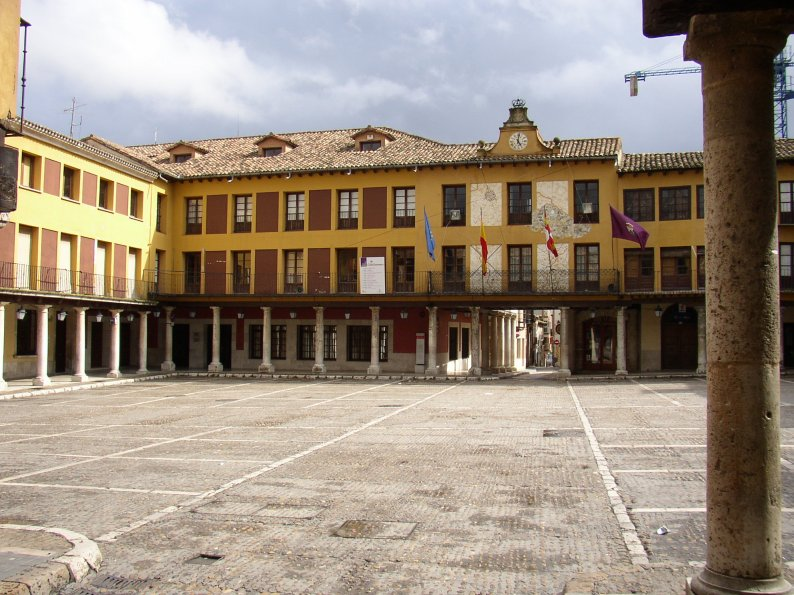
Plaza Mayor

## Население
| Год  | Численность | Численность   |
| ---- | ----------- | ------------- |
| 2001 | 8150        | [ 3 ]         |
| 2002 | 8067        | [ 4 ]         |
| 2004 | 8218        | [ 5 ]         |
| 2005 | 8643        | [ 6 ]         |
| 2006 | 8686        | [ 7 ]         |
| 2007 | 8708        | [ 8 ]         |
| 2008 | 8512        | [ 9 ]         |
| 2009 | 9067        | [ 10 ]        |
| 2010 | 9213        | [ 11 ]        |
| 2011 | 9172        | [ 12 ]        |
| 2012 | 9186        | [ 13 ]        |
| 2013 | 8961        | [ 14 ]        |
| 2014 | 8973        | [ 15 ]        |
| 2015 | 8936        | [ 16 ]        |
| 2016 | 8905        | [ 17 ]        |
| 2017 | 8858        | [ 18 ]        |
| 2018 | 8825        | [ 19 ] [ 20 ] |
| 2019 | 8750        | [ 21 ]        |
| 2020 | 8745        | [ 22 ]        |
| 2021 | 8762        | [ 23 ]        |
| 2022 | 8664        | [ 24 ]        |
| 2023 | 8681        | [ 25 ]        |
| 2024 | 8638        | [ 1 ]         |